# Anar (Verwaltungsbezirk)
Anar (persisch شهرستان انار) ist ein Schahrestan in der Provinz Kerman im Iran. Er enthält die Stadt Anar, welche die Hauptstadt des Verwaltungsbezirks ist.

## Demografie
Bei der Volkszählung 2016 betrug die Einwohnerzahl des Schahrestan 36.897. Die Alphabetisierung lag bei 86 Prozent der Bevölkerung. Knapp 54 Prozent der Bevölkerung lebten in urbanen Regionen.
| Zensusjahr | Einwohnerzahl |
| ---------- | ------------- |
| 2011       | 35.295        |
| 2016       | 36.897        |